# Zeitung
Zeitung (en français : Journaux) est un ballet de danse contemporaine de la chorégraphe belge Anne Teresa De Keersmaeker, créé en 2008 pour la compagnie Rosas avec la collaboration du pianiste Alain Franco.

## Historique
Zeitung est une pièce dont le concept a été écrit en collaboration avec le pianiste Alain Franco afin de réaliser un important travail sur le lien entre la danse et la musique, qui a toujours marqué les créations de De Keersmaeker. Pour cela, elle travaille sur une série de petites chorégraphies indépendantes en solo, en duo, en trio, mais formant un tout, se déroulant au fil des 26 mouvements musicaux constituant le spectacle.
Ce spectacle est dédié à Gérard Violette, le directeur du Théâtre de la Ville qui fit énormément dès 1983 pour promouvoir la danse de la chorégraphe et dont 2008 marqua la dernière année à la tête de l'institution parisienne. La pièce est donnée en création mondiale le 11 janvier 2008 au Théâtre de la Ville à Paris, et non à Bruxelles, une première pour une œuvre importante de la chorégraphe belge depuis de nombreuses années. 

## Structure
Zeitung est une succession de tableaux chorégraphiques construits autour d'une douzaine de morceaux de musique joués en direct par le pianiste.

## Accueil critique
Lors de sa création la pièce a reçu de bonnes critiques de la presse qui notent que dans ce spectacle « l'on passe constamment d'une danse de groupe à des soli, d'une énergie d'ensemble à des élans singuliers » avec en particulier un important travail sur la musique jouée en direct qui force la « clairvoyance [des] danseurs pour savoir où ils vont et à quel moment ils risquent la rencontre ». Rosita Boisseau pour Le Monde est particulièrement enthousiaste, écrivant que le spectacle est « magique » et un « pur régal ». Lors de sa reprise à Paris au Théâtre de la Ville l'année suivante, la pièce est qualifiée de « danse un peu décousue, mais aussi fragile et sensible qu'une esquisse »

## Fiche technique
- Chorégraphie : Anne Teresa De Keersmaeker
- Danseurs à la création : Bostjan Antoncic, Tale Dolven, Fumiyo Ikeda, Cynthia Loemij, Mark Lorimer (en), Moya Michael, Elizaveta Penkóva, Igor Shyshko, Sandy Williams
- Musique : Œuvres pour piano solo de Bach, Webern, et Schönberg jouées en direct par Alain Franco
- Scénographie : Jan Joris Lamers (décors et lumières)
- Costumes : Anne-Catherine Kunz
- Son : Alexandre Fostier
- Production : Compagnie Rosas avec La Monnaie de Bruxelles, le Théâtre de la Ville de Paris, et la MC2 de Grenoble
- Première : 11 janvier 2008 au Théâtre de la Ville à Paris
- Représentations : plus de 80 entre 2008 et 2010
- Durée : environ 1h30